# Zwitserland op de Olympische Zomerspelen 1936
Zwitserland nam deel aan de Olympische Zomerspelen 1936 in Berlijn, Duitsland. De negen zilveren medailles waren een Zwitsers record tot dat moment.

## Medailles

### 1Goud
- Georges Miez — Turnen, mannen vloer

### 2Zilver
- Arthur Schwab — Atletiek, mannen 50km snelwandelen
- Edgar Buchwalder, Ernst Nievergelt en Kurt Ott — Wielersport, mannenteam wegwedstrijd
- Eugen Mack — Turnen, mannen meerkamp
- Michael Reusch — Turnen, mannen brug
- Eugen Mack — Turnen, mannen paardsprong
- Eugen Mack — Turnen, mannen paard voltige
- Josef Walter — Turnen, mannen vloer
- Albert Bachmann, Walter Bach, Eugen Mack, Georges Miez, Michael Reusch en Edi Steinemann — Turnen, mannenteam
- Hermann Betschart, Alex Homberger, Hans Homberger, Karl Schmid en Rolf Spring — Roeien, mannen vier-met-stuurman

### 3Brons
- Ernst Nievergelt — Wielersport, mannen individuele wegwedstrijd
- Albert Bachmann — Turnen, mannen paard voltige
- Eugen Mack — Turnen, mannen vloer
- Max Blösch, Rolf Fäs, Willy Gysi, Erland Herkenrath, Ernst Hufschmid, Willy Hufschmid, Werner Meyer, Georg Mischon, Willy Schäfer, Werner Scheurmann, Edy Schmid, Erich Schmitt, Eugen Seiterle, Max Streib, Robert Studer en Rudolf Wirz — Handbal, mannentoernooi
- Hermann Betschart, Alex Homberger, Hans Homberger en Karl Schmid — Roeien, mannen vier-zonder-stuurman

Afghanistan · Argentinië · Australië · België · Bermuda · Bolivia · Brazilië · Brits-Indië · Bulgarije · Canada · Chili · Colombia · Costa Rica · Denemarken · Duitsland · Egypte · Estland · Filipijnen · Finland · Frankrijk · Griekenland · Groot-Brittannië · Hongarije · IJsland · Italië · Japan · Joegoslavië · Letland · Liechtenstein · Luxemburg · Malta · Mexico · Monaco · Nederland · Nieuw-Zeeland · Noorwegen · Oostenrijk · Peru · Polen · Portugal · Republiek China · Roemenië · Tsjecho-Slowakije · Turkije · Uruguay · Verenigde Staten · Zuid-Afrika · Zweden · Zwitserland